# Regentenbau (Bad Kissingen)

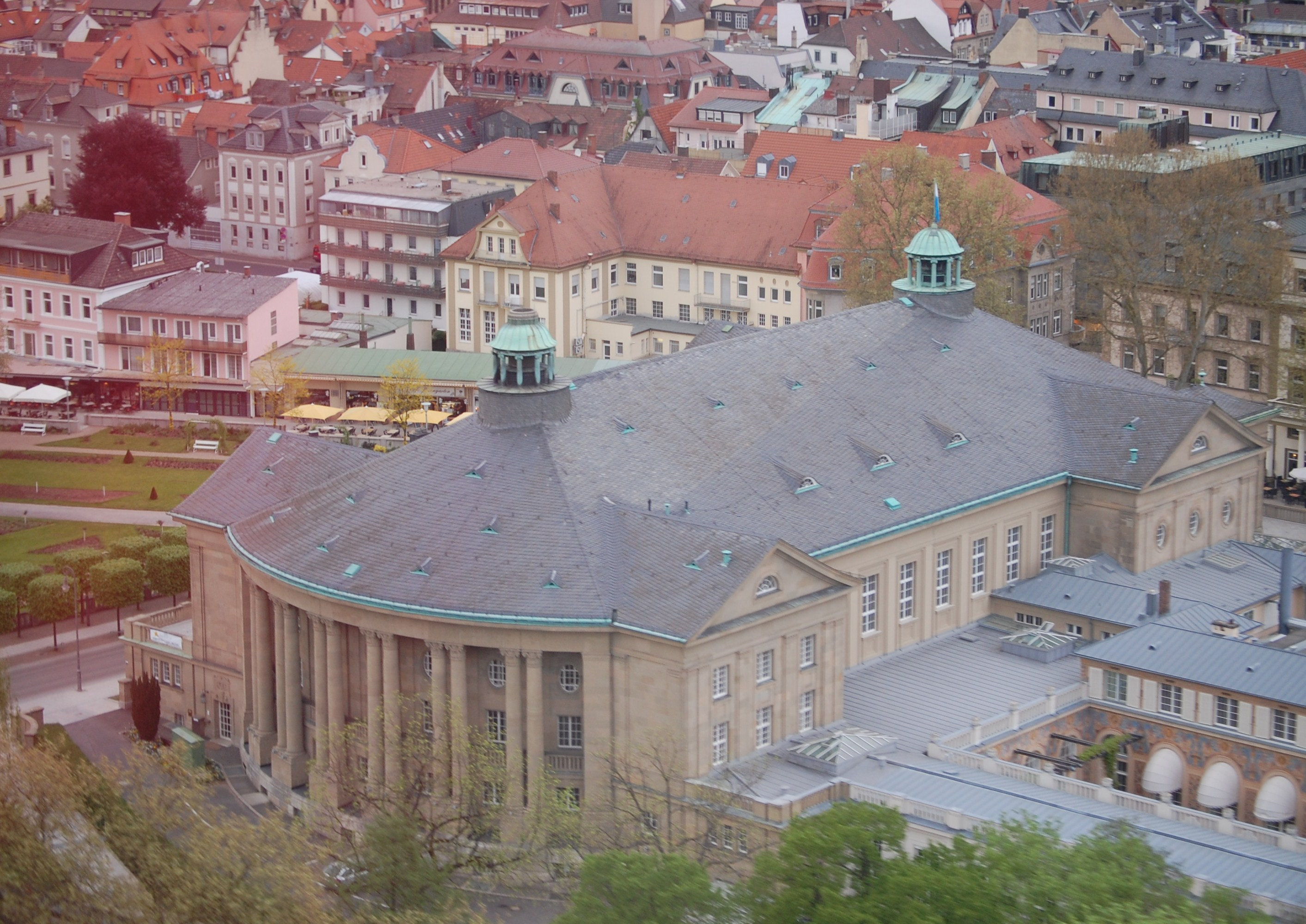
Luftbild vom Regentenbau

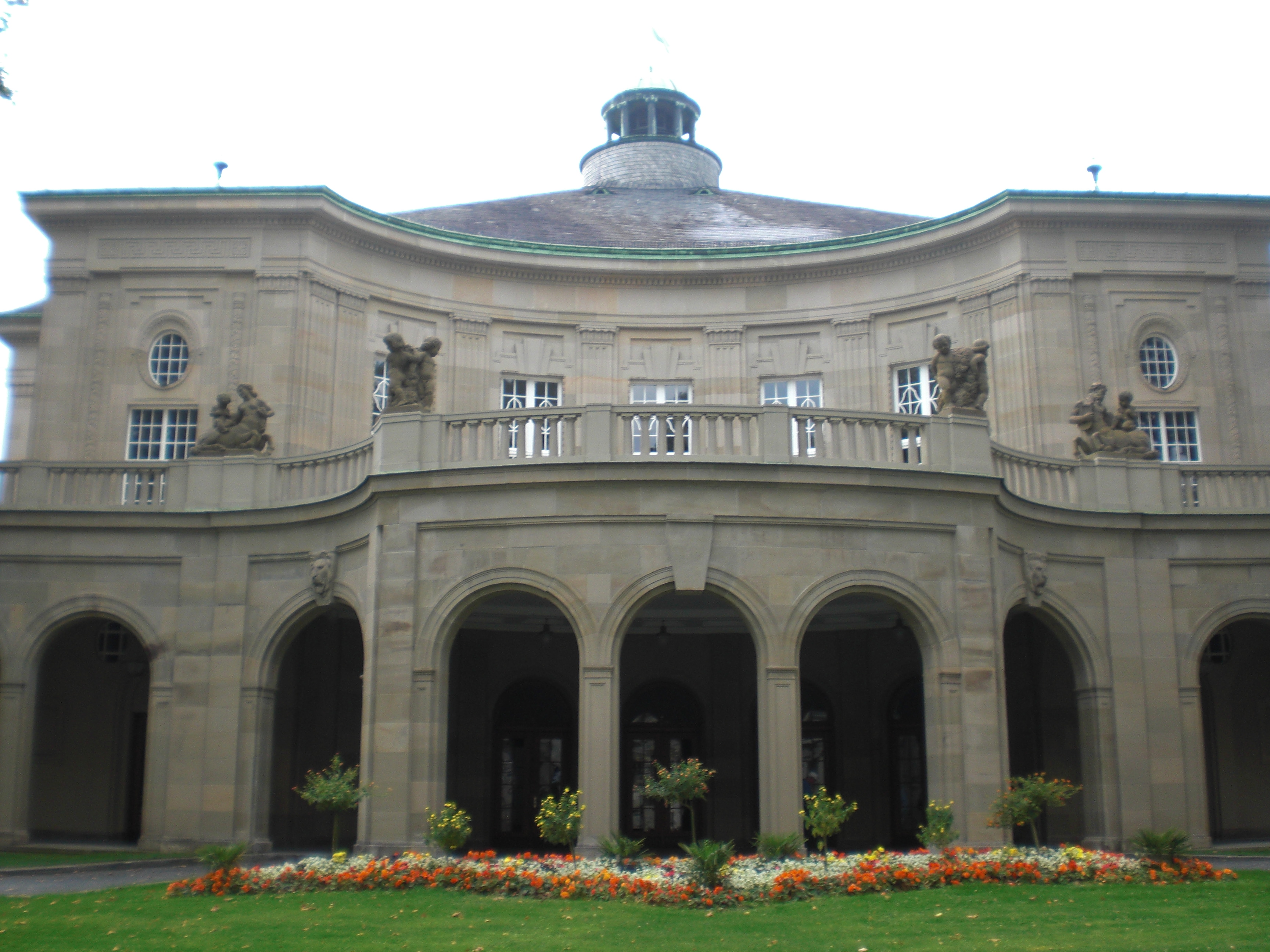
Haupteingang zum Regentenbau

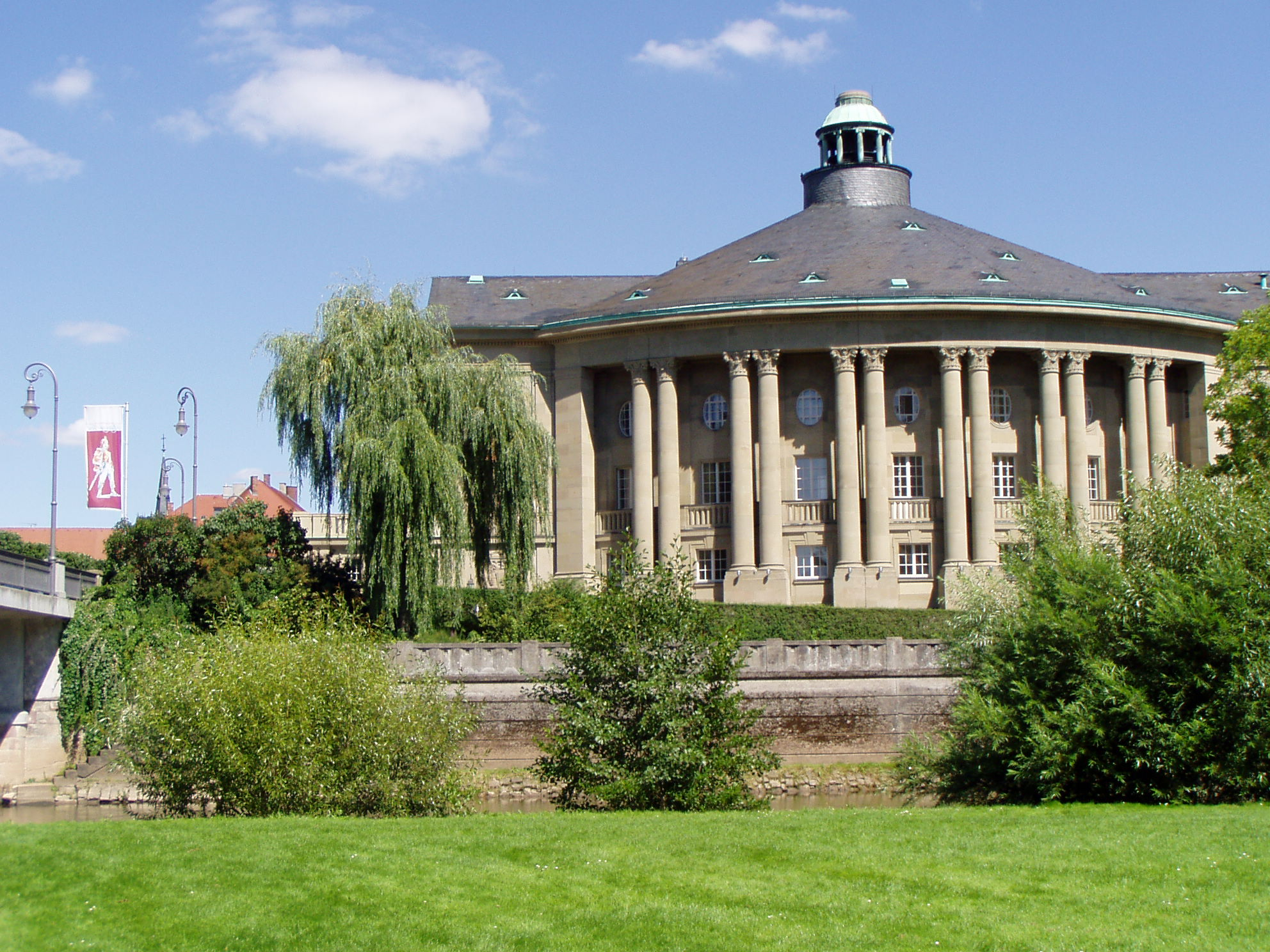
Rückfront des Regentenbaues

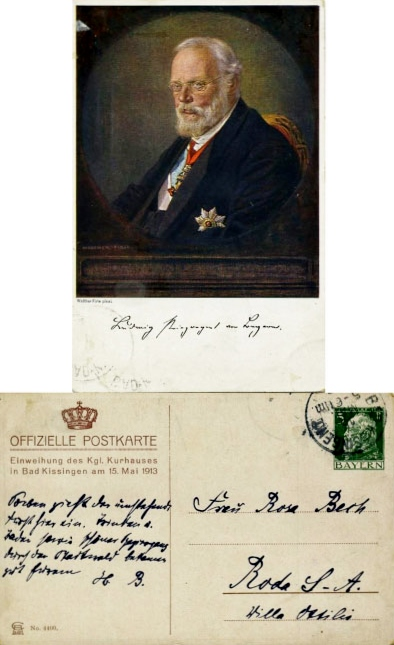
Sonderpostkarte zur Einweihung

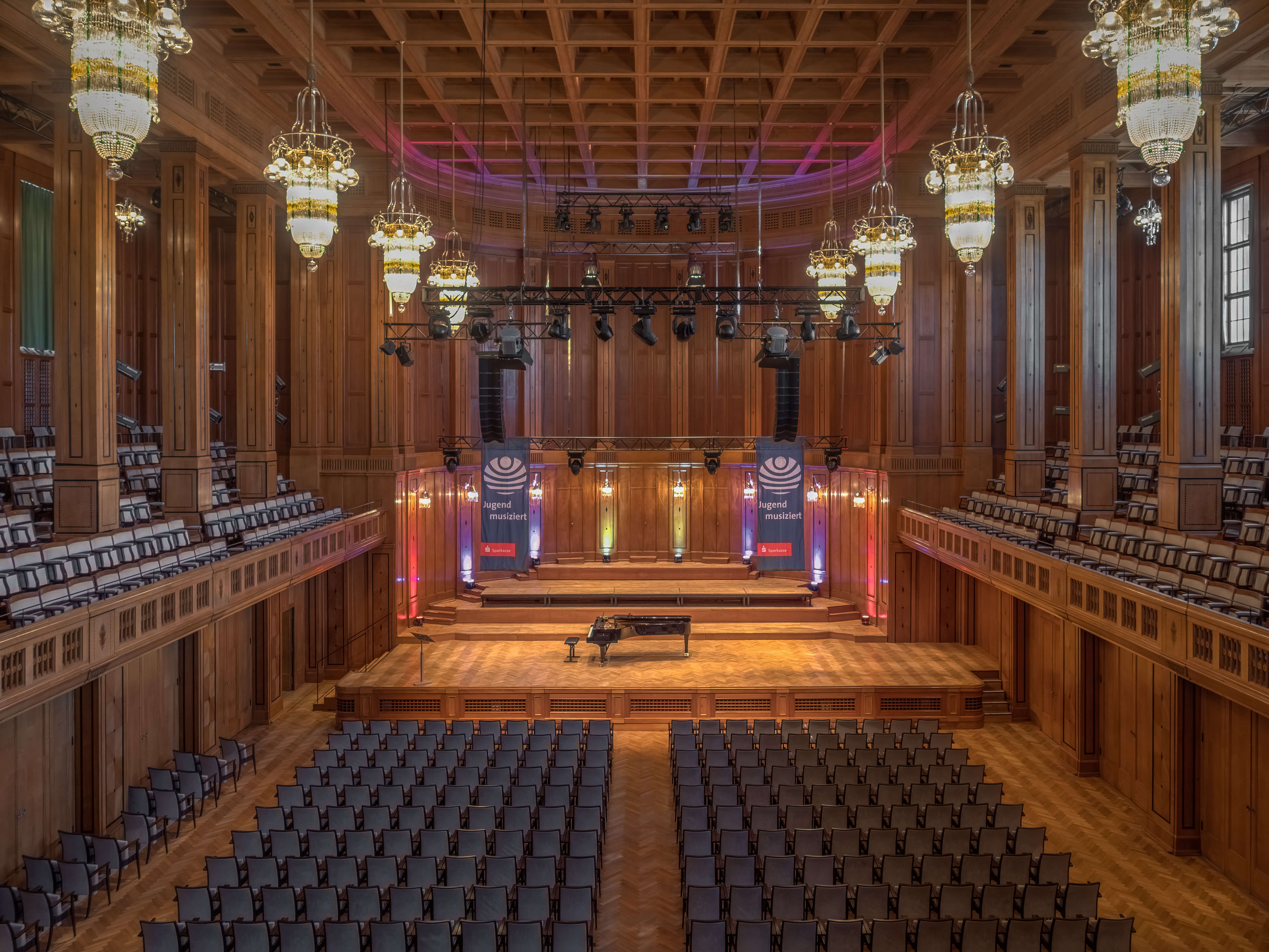
Max-Littmann-Saal, Blick von der Königsloge auf die Bühne

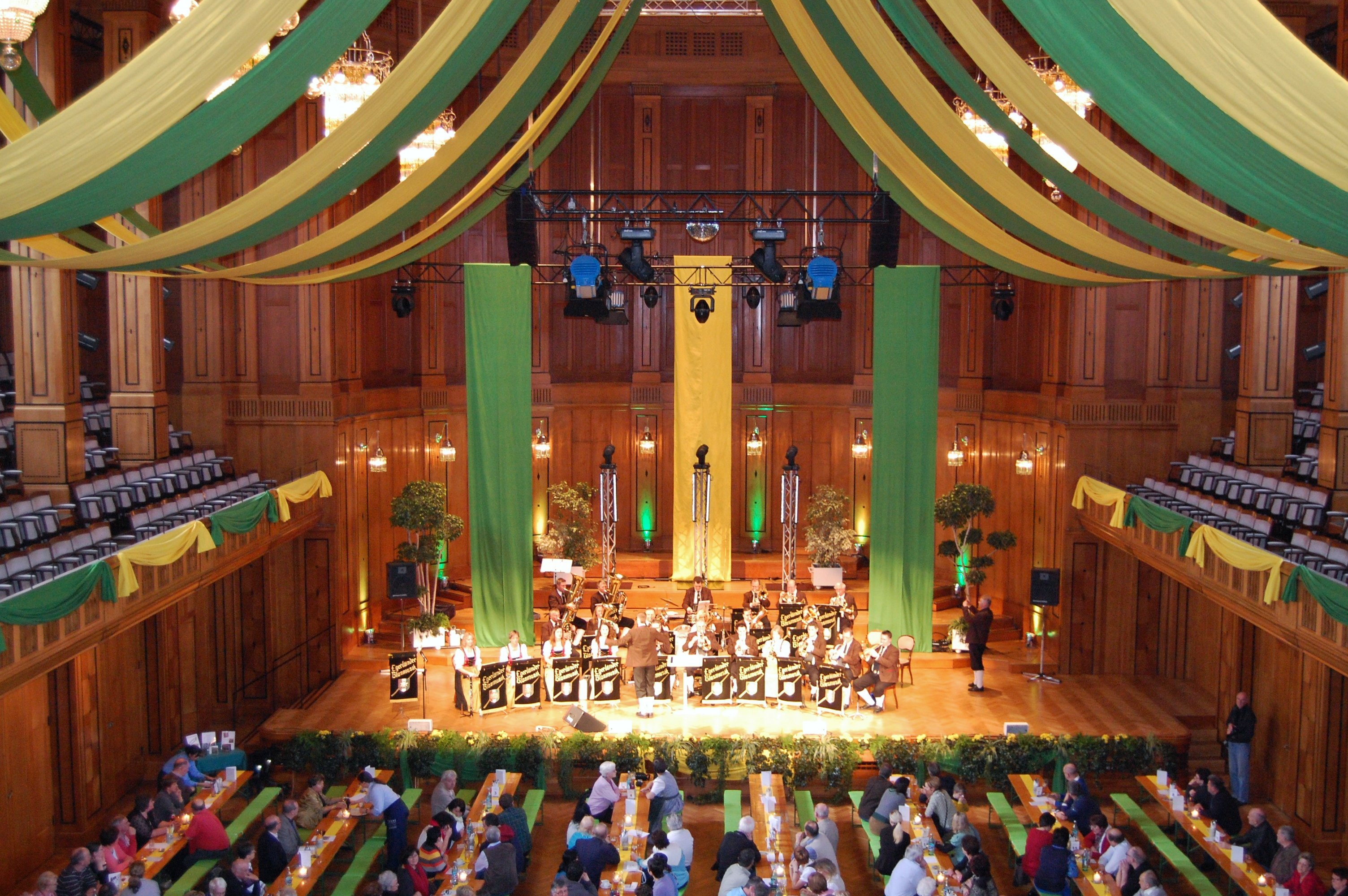
Max-Littmann-Saal in Volksfest-Dekoration, Blick aus der Königsloge auf die Bühne

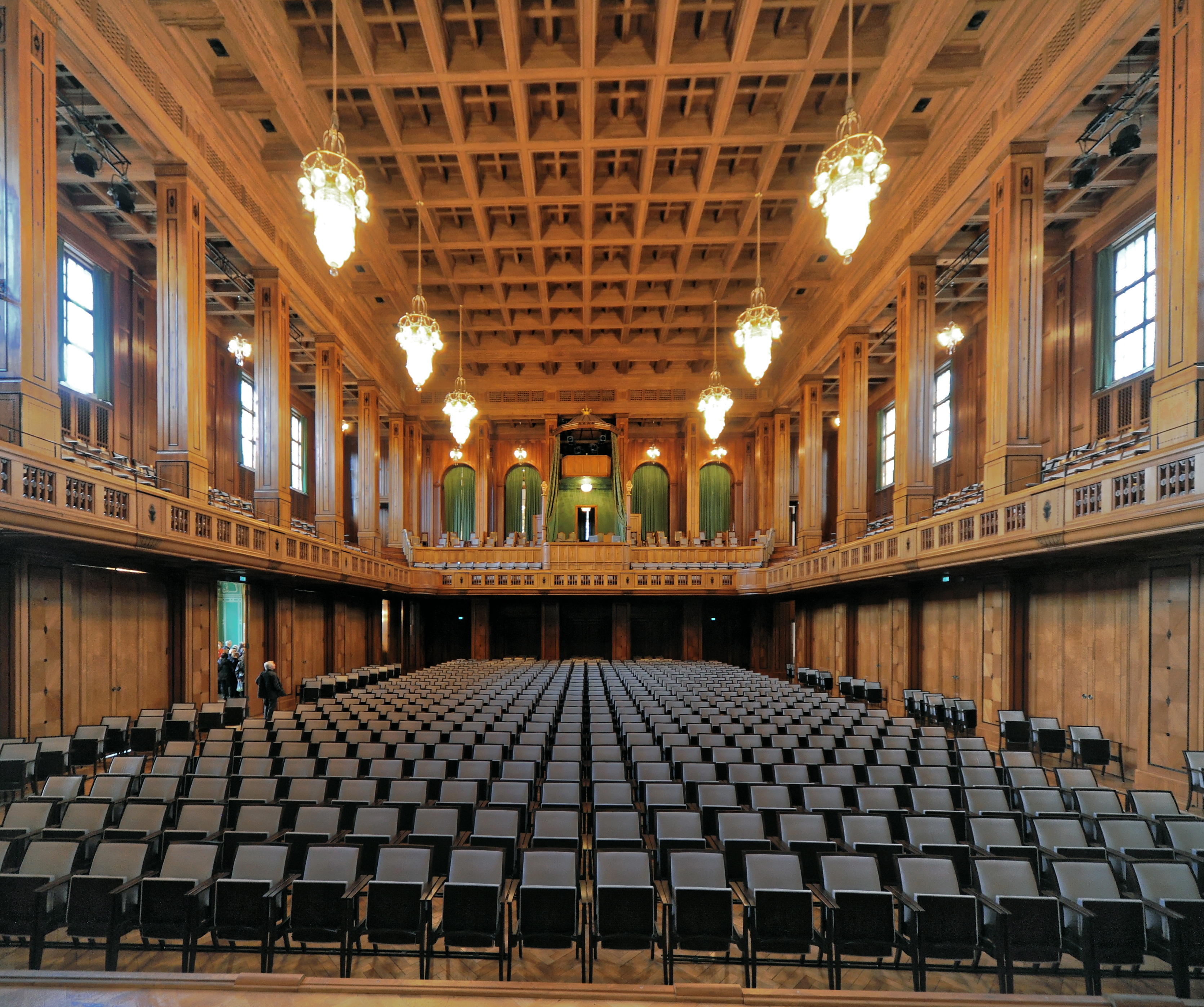
Max-Littmann-Saal, Blick von der Bühne auf Balkons und Königsloge

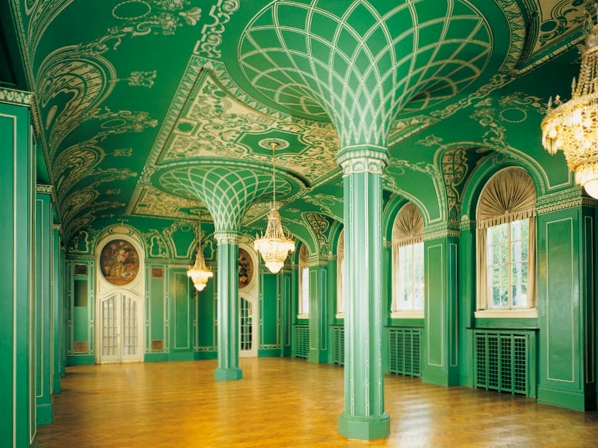
Grüner Saal im Regentenbau

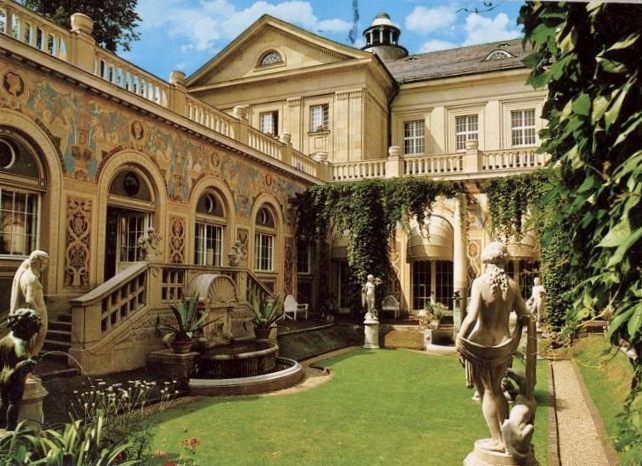
Der Schmuckhof am Regentenbau

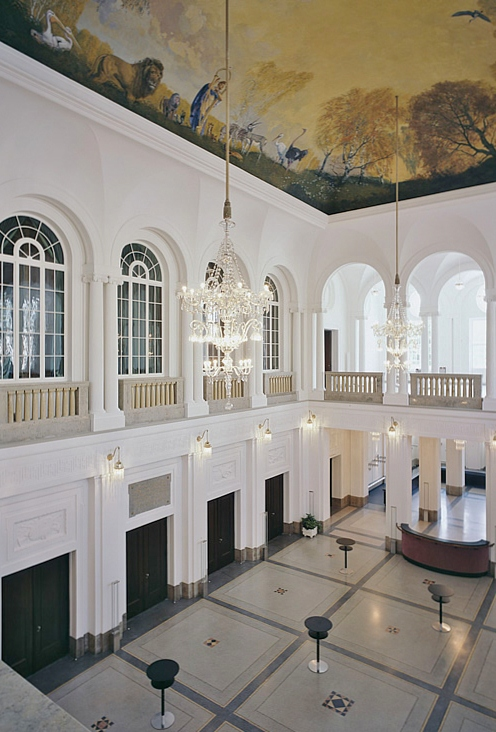
Eingangsfoyer im Regentenbau mit Deckengemälde von Julius Mössel

Der Regentenbau ist das zentrale Wahrzeichen der Kurstadt Bad Kissingen. Das nach den Plänen des Münchener Architekten Max Littmann im Baustil des Neoklassizismus errichtete Veranstaltungsgebäude wurde 1913 nach zweijähriger Bauzeit eingeweiht. Heute steht der Bad Kissinger Regentenbau als Eigentum des Freistaates Bayern unter Denkmalschutz und ist unter der Nummer D-6-72-114-38 registriert.

## Baugeschichte
Der Regentenbau mit dem großen Max-Littmann-Saal als Festsaal und kleineren Sälen als Gesellschaftsräumen mit ihren klassisch-vornehmen Einrichtungen ist das prachtvollste und repräsentativste Gebäude Bad Kissingens, „das außen mit korinthisierenden Doppelsäulen, innen mit toskanisierenden Erdgeschosspilastern unter ionischen Eckkapitellsäulen prangt“.  Es ist ein zweigeschossiger Massivbau mit Walmdach und Sandsteinquaderverblendung. Die Langseiten haben mit Pilastern besetzte, übergiebelte Seitenrisalite mit vorgelagerten Terrassenbauten. Die östliche, konkave Schaufassade hat eine konvexe Vorhalle, der Westfassade sind Doppelsäulen vorgebaut. Beide Fassaden haben eine Laternenbekrönung. Südlich grenzen um einen Binnenhof, den sogenannten „Schmuckhof“, gruppierte Nebengebäude, im klassizisierenden Jugendstil. Die klassizierende Einfriedung aus Sandstein wird durch Triumphsäulen abgeschlossen.
Als baulicher Hauptakzent des Kurbezirks steht der Regentenbau zwischen dem Ostufer der Fränkischen Saale und dem Kurgarten zugleich als optisch wirksames Bindeglied zwischen der Stadt und den Kuranlagen. Seine Einweihung am 15. und 16. Mai 1913 im Beisein von Prinzregent Ludwig III. bildete den Abschluss des umfassenden Bauauftrags im königlich bayerischen Staatsbad, den sein Vater Prinzregent Luitpold von Bayern dem Architekten Max Littmann als „Spezialkommissar für die staatlichen Neubauten im königlichen Kurgarten“ schon 1905 erteilt hatte. Dieser Auftrag, für den die bayerische Regierung erst 1910 die Finanzierung freigab, umfasste den Bau der Wandelhalle mit integrierter Brunnenhalle, die Sanierung und bauliche Einbindung des von Friedrich von Gärtner schon 1834–1838 erbauten Conversationssaales (heute Rossini-Saal) mit seinem 200 Meter langen Arkadenbau sowie des Regentenbaues mit seinen Nebenräumen.
Sämtliche Maurer-, Zimmerer- und Natursteinversetzarbeiten führte das Bad Kissinger Bauunternehmen Schick aus. Betritt der Besucher den Regentenbau durch den Haupteingang (Ludwigstraße 2), so empfängt ihn ein großräumiges Eingangsfoyer. Dessen Terrazzo-Boden wurde vom italienischen „Terrazziere“ Valentino Del Fabbro gelegt, der sich um 1900 als selbstständiger Handwerker in Bad Kissingen niedergelassen hatte. Das gewölbte Deckengemälde über dem Foyer, das den Sänger Orpheus in einer afrikanischen Landschaft darstellt und das Kaiserreich als aufstrebende Kolonialmacht verherrlicht, stammt vom bekannten Dekorations- und Kunstmaler Julius Mössel aus München, der auch in Nürnberg ein Atelier hatte. Er hatte 1905 bereits das Deckengemälde Zug der Kraniche im Kissinger Kurtheater gemalt.
Im Rahmen der Generalsanierung des gesamten Gebäudekomplexes im Auftrag des Freistaates Bayern für insgesamt 35 Millionen Euro, beginnend 1998 mit dem Kurgartencafé und der Wandelhalle, wurde als letzter Abschnitt auch der Regentenbau von 2003 bis 2005 umfassend saniert und erstmals unter anderem mit Lüftung sowie zeitgemäßer Veranstaltungstechnik ausgestattet.

## Raumaufteilung

### Max-Littmann-Saal / Großer Saal
Der Max-Littmann-Saal wurde als Konzert- und Ballsaal konzipiert und zählt zu den besten Konzertsälen Europas. Seit Eröffnung gaben hier die Wiener Symphoniker (bis 1918) und anschließend die Münchner Philharmoniker (bis 1942), die während der Sommermonate als Bad Kissinger Kurorchester gastierten, ihre beliebten Abendkonzerte. Daneben gastierten in diesem Saal durch alle Jahrzehnte hindurch nationale und internationale Stars der klassischen und populären Musikszene. Noch heute dient der Saal als zentraler Treffpunkt für Kunst und Wissenschaft, für große Sinfoniekonzerte wie für Tagungen. Der 455 Quadratmeter große Saal ist 36 Meter lang, 16 Meter hoch und wird U-förmig von einer großen Empore umgeben. Bei Reihenbestuhlung bietet der Saal Platz für maximal 1.160 Gäste, im Parkett etwa 660 und auf der Empore knapp 500 Plätze.
Unter dem schweren Brokat-Baldachin der Königsloge – mittig auf der Empore – saßen schon Kronprinzessin Cecilie von Hohenzollern und Königin Louise von Schweden-Norwegen, aber auch im Jahr 1966 König Bhumibol mit Königin Sirikit von Thailand als Gäste des in Bad Kissingen zur Kur weilenden Bundespräsidenten Heinrich Lübke. Seit der Generalsanierung (2005) wird aus dieser Loge meistens während der Veranstaltungen die Beschallungs- und Lichttechnik gesteuert.
Die Täfelung aus Kirschbaumholz, verziert mit Intarsien aus Ebenholz, gibt dem Littmann-Saal eine in Fachkreisen vielfach gelobte Akustik, weshalb er in früheren Zeiten häufig von Schallplattenfirmen für Aufnahmen klassischer Musik genutzt wurde. Noch heute kommt diese Akustik besonders bei Gastspielen internationaler Großorchester oder Sangeskünstler zu besonderer Wirkung, vor allem bei den Festivals Kissinger Sommer und Kissinger Winterzauber. In neuerer Zeit erfolgten im Max-Littmann-Saal CD-Aufnahmen mit der Philharmonie Festiva und dem Dirigenten Gerd Schaller mit symphonischen Werken von Anton Bruckner, Johannes Brahms, Karl Goldmark und Franz Schubert sowie als Ersteinspielungen die Oper Merlin von Carl Goldmark und die Große Messe von Johann Ritter von Herbeck.
Hohe Säulen an den beiden Längsseiten des Saales verbergen eine raffinierte Konstruktion: Um die Raumkapazität des Littmann-Saales zu vergrößern, lassen sich vierflügelige faltbare Türen zum Grünen Saal auf der einen und zu einem drei Meter breiten Zwischengang zum Weißen Saal auf der anderen Seite in die Säulen einklappen. Somit können Weißer und Grüner Saal an den Littmann-Saal angeschlossen werden und vergrößern das Sitzplatzangebot bei Großveranstaltungen.
Nach der Einnahme Bad Kissingens durch die US-Truppen 1945 und der Stationierung amerikanischer Soldaten nutzten diese den Littmann-Saal knapp zwei Jahre als Sporthalle.

### Grüner Saal
Der Grüne Saal war als Musikzimmer gedacht und wird noch heute für kleinere Konzerte, aber auch für Tagungen benutzt. Seinen Namen verdankt der Saal seiner Jugendstil-Bemalung mit silberfarbenen Ornamenten auf grünem Grund, die ebenfalls von Julius Mössel stammt. Zwei kannelierte Säulen mit trichterförmigem Kapitell tragen die fünf Meter hohe Decke. Der Saal hat eine Grundfläche von 180 Quadratmetern bietet bei Reihenbestuhlung Platz für 120 Gäste.

### Weißer Saal
Der Weiße Saal ist im Stil des Rokoko gestaltet. Er ist 150 Quadratmeter groß und hat in fünf Meter Höhe eine reichverzierte Stuckdecke, die mit ihren herabhängenden Kronleuchtern aus getriebenem Silber mit venezianischem Kristall dem Saal ein repräsentatives Erscheinungsbild gibt. Auf einer Seite ist er durch drei Meter hohe Spiegeltüren mit dem Littmann-Saal verbunden, auf der anderen Seite führen Glastüren in den Schmuckhof. Bei Reihenbestuhlung bietet er Platz für 100 Personen.

### Schmuckhof
Der im Stil des Neubarock gehaltene Schmuckhof ist ein kleiner als Garten angelegter Innenhof und baulicher Mittelpunkt zwischen dem Weißen Saal, dem 150 Quadratmeter großen Salon am Schmuckhof (110 Personen in Reihenbestuhlung) sowie den ebenfalls angrenzenden Spiel- und Lesesälen. In diesem Innenhof, der an italienische Gärten des Barock und der Renaissance erinnert, sind vier Figuren aus der römischen und griechischen Mythologie von den Bildhauern Heinrich Düll, Georg Pezold und Walter Sebastian Resch um den tieferliegenden Rasen aufgestellt. Venus, die römische Göttin des Gartens, des Frühlings und der Liebe betrachtet sich eitel im Spiegel; Diana, die Göttin der Jagd, zeigt ihren Pfeil wie ein Kinderspielzeug; Zeus-Sohn Perseus trägt schwer an der Maske des Medusenhauptes, und Bacchus hält behutsam Trauben unter dem Arm. Sie halten Zwiesprache mit den kleinen Putten an den Zierbrunnen, die mit dem hohen Laubengang und der vom Offenbacher Maler Richard Troll geschaffenen farbenfrohen Freskomalerei auf blauem Grund in grau-violetten und gelben Farbtönen den Schmuckhof lebendig machen.

### Weitere Nebengebäude
Weitere Nebengebäude des Regentenbaus werden über den wesentlich älteren Arkadenbau erschlossen. So das mondäne Kurgartencafé und das sogenannte Vestibül B, das ebenfalls die Spiel- und Leseräume und den Schmuckhof erschließt.

## Trivia
Der Regentenbau wird als Bad Kissinger Wahrzeichen auch als Synonym für die Stadt gebraucht:
- Die Autorin Elfriede Mahlo gab ihrer 1988 im Schneider Verlag veröffentlichten Episoden-Sammlung den Titel Rund um den Regentenbau.
- Die touristischen Hinweisschilder an den nahen Autobahnen A7 und A71 vor den Ausfahrten nach Bad Kissingen zeigen die säulenreiche und tempelähnliche Rückfront des Regentenbaues.